# Thomas Joseph Mardaga
Thomas Joseph Mardaga (* 14. Mai 1913 in Baltimore, Maryland; † 28. Mai 1984) war ein US-amerikanischer Geistlicher und römisch-katholischer Bischof von Wilmington.

## Leben
Thomas Joseph Mardaga empfing am 14. Mai 1940 die Priesterweihe für das Erzbistum Baltimore-Washington. 
Papst Paul VI. ernannte ihn am 9. Dezember 1966 zum Weihbischof in Baltimore und Titularbischof von Mutugenna. Der Erzbischof von Baltimore, Lawrence Kardinal Shehan, spendete ihm am 25. Januar des folgenden Jahres die Bischofsweihe; Mitkonsekratoren waren John Joyce Russell, Bischof von Richmond, und Thomas Austin Murphy, Weihbischof in Baltimore.
Papst Paul VI. ernannte ihn am 9. März 1968 zum Bischof von Wilmington.